# Saint-Aubin-de-Crétot
Saint-Aubin-de-Crétot é uma comuna francesa na região administrativa da Normandia, no departamento de Sena Marítimo. Estende-se por uma área de 4,74 km². Em 2010 a comuna tinha 526 habitantes (densidade: 111 hab./km²).